# Enclos du Temple
Het Enclos du Temple (letterlijk: "omheining van de tempel"), ook wel Huis of Domein van de Tempel, of Hospitaal-Priorij van de Tempel, in Parijs was de grootste commanderij van de Orde van de Tempeliers in Frankrijk. Bij de vernietiging van de orde in 1307 ging het domein over naar de Orde van Sint-Jan. Tot aan de Franse Revolutie genoot de priorij de status van een baljuwschap binnen de stad Parijs: een plaats van vrijstelling van belastingen, van de regels van de gilden én een asielplaats voor insolvente schuldenaars. Van de omheining en de gebouwen is sinds midden 19e eeuw niets meer over. Het voormalige complex is de naamgever van de Parijse wijk Temple in het 3e arrondissement, en het gelijknamige metrostation.

## Geschiedenis

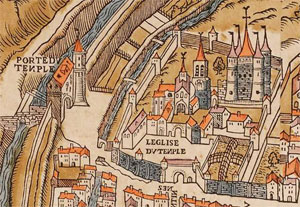
Omheining van de tempel van Parijs (Kaart van Truschet en Hoyau, 1550) - Universiteitsbibliotheek Vrije Universiteit, Amsterdam

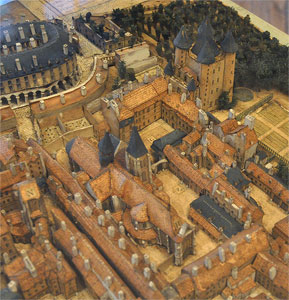
Maquette in Musée Carnavalet van het Enclos du Temple met o.a. de grote toren, door onbekende maquettebouwer (1783)

In 1146 wordt in een oorkonde van Simon (bisschop van Noyon) - gevonden in de commanderij van Eterpigny - melding gemaakt van de aanwezigheid van een tempelhuis in Parijs waar de commandeur en de ridders bijeenkwamen. In 1279 ondertekende Filips III van Frankrijk een overeenkomst met de tempeliers; hij erkende dat ze over al hun bezittingen buiten de muren van Parijs konden beschikken en vervolgens, beetje bij beetje, ook binnen de grenzen van Parijs. In 1312 werd de Orde der Tempeliers ontbonden en werden haar eigendommen in Frankrijk aan de Orde van Sint-Jan gegeven. In 1360 stonden er ongeveer 170 huizen op het domein van de Tempel.
In de 16e eeuw maakten de officieren van het Grand Châtelet (een versterkte vesting aan de Seine – zie Place du Châtelet) het de hospitaalridders moeilijk om hun rechten en privileges uit te oefenen. Ook tijdens de regeerperiode van Lodewijk XIV van Frankrijk werden de rechten en privileges van de Orde van Sint-Jan betwist en trachtte men deze in te perken. Toen de koning in 1676 een decreet uitvaardigde waarin de bouw van een nieuw châtelet werd aangekondigd, van waaruit heel Parijs bedwongen kon worden, stapten de hospitaalridders naar het hof om zich bij de koning te beklagen. Lodewijk XIV stemde ermee in dat zij het recht hadden om cijnzen en pachten te innen binnen de omheining (enclos) van de Tempel. De koning stelde hen bij deze gelegenheid vrij van betaling van bepaalde belastingen. Lodewijk XV en Lodewijk XVI beschermden eveneens de hospitaalridders. In die tijd was de prior, die toen de titel van groothertog aannam, vaak van adel, wat voorheen niet zo was.
Tijdens de Franse Revolutie werd het Enclos du Temple in 1790 nationaal bezit. De koninklijke familie werd er opgesloten vanaf 10 augustus 1792 tot de processen tegen Lodewijk XVI en Marie-Antoinette. De kroonprins stierf er in juni 1795. Zijn zus, "Madame Royale", bleef er opgesloten tot december 1795. De kerk van de commanderij, die vele graven herbergde, en de kloostergebouwen, waaronder de kruisgang, werden in 1791 gesloten en in 1796 verwoest.
In het begin van de 19e eeuw werd de grote Tempeltoren nog gebruikt als gevangenis voor politieke gevangenen, zoals Cadoudal, Pichegru, Toussaint Louverture, generaal Moreau, de gebroeders Armand en Jules de Polignac. In 1808 liet Napoleon Bonaparte de Tempeltoren afbreken om te voorkomen dat het een bedevaartsoord voor koningsgezinden zou worden. De afbraak duurde twee jaar en was in 1811 voltooid. Het paleis was het enige deel van het Enclos du Temple dat na de revolutie resteerde. Het werd omgebouwd, eerst tot kazerne van de rijkswacht, in 1812 tot ministerie van Eredienst. Tijdens de restauratie van de monarchie in februari 1815 werd het geschonken aan de Zusters van de Eeuwigdurende Aanbidding van het Heilig Sacrament, een benedictijnse congregatie gesticht door prinses Louise Adélaïde de Bourbon Condé.
Na de Februarirevolutie van 1848 werden de zusters verdreven uit het paleis, dat in 1853 werd verwoest. De koetspoort stond op de plaats van de ingang van het huidige Tempelplein.

## Beschrijving

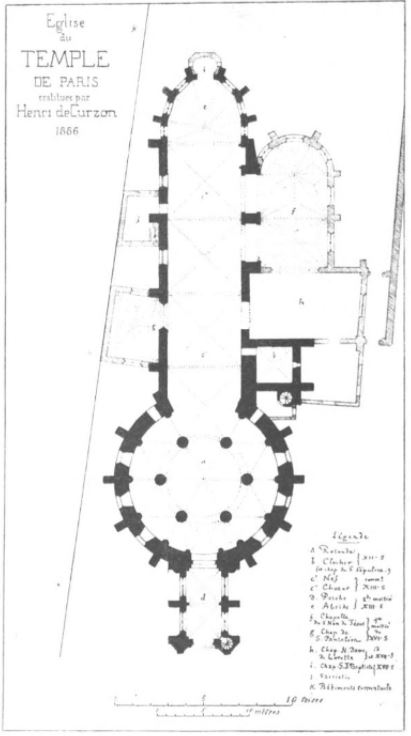
Plattegrond van de Tempelkerk volgens Henri de Curzon (1886)

De beschrijving is gebaseerd op de volgende bronnen:
- Het hoofd van de orde van de tempeliers deed regelmatig officiele bezoeken in al zijn ‘huizen’, waarvan verslagen bestaan.
- Hij stuurde ook soms afgevaardigden naar zijn 'filialen', zo ook in Parijs. De teruggevonden geschreven verslagen hiervan dateren van 1436, 1493, 1664 (meest volledig), 1733 (meest waardevol), 1756, 1783.
- twee grafische afbeelding van binnen in de kerk: Het koor en de rotonde (niet gedateerd niet ondertekend) van Sylvestre en van Marot
- Gravures van Israel Silvestre en van Marot[5]
- Fragmenten uit oude stadsplattegronden van Parijs van 1734-1736 (Michel-Etienne Turgot)

### De oude kerk

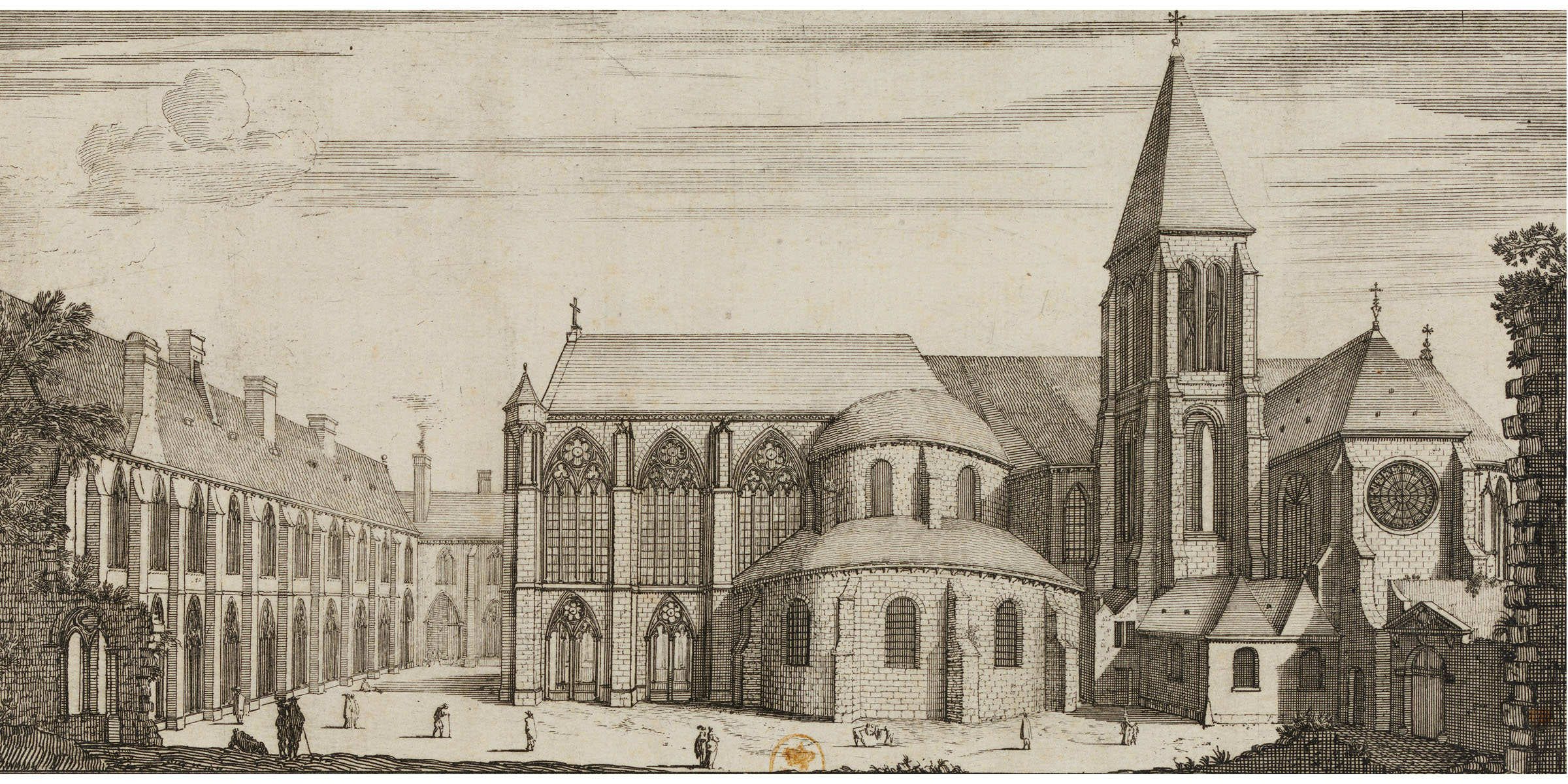
Zicht op de Tempelkerk in de Enclos du Temple in Parijs - Jean Marot

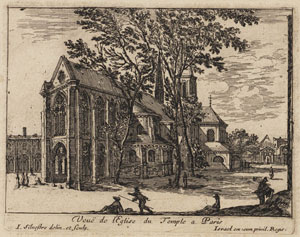
De Tempelkerk van Parijs, door Israel Sylvestre - Teylers Museum, Haarlem

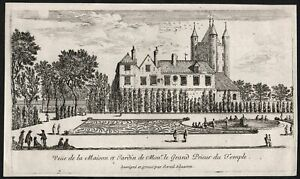
Zicht op de tuin en het huis van de grootmeester van de Tempeliers in het Enclos du Temple, door Israel Sylvestre

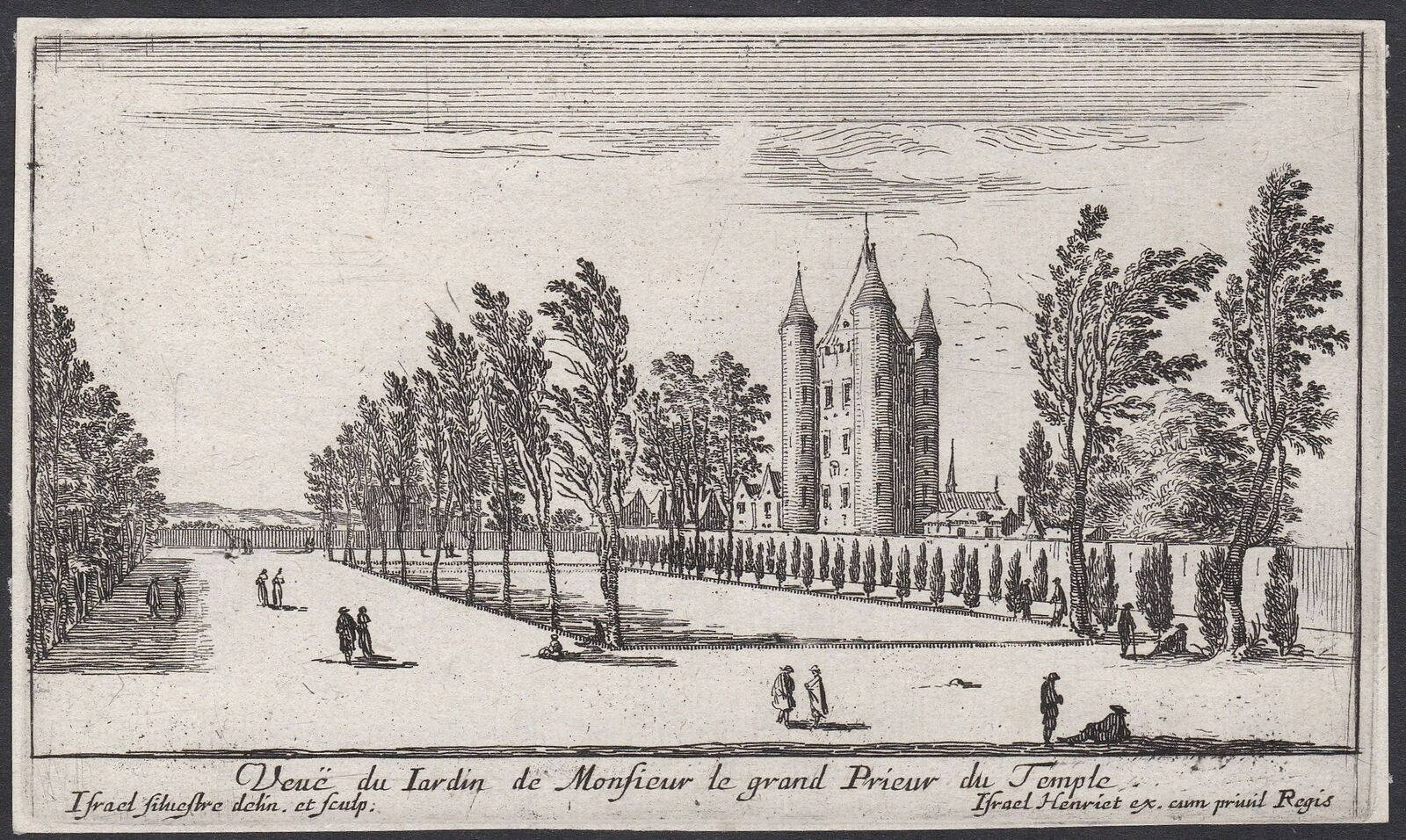
Zicht op de tuin van de prior in het Enclos du Temple, door Israel Silvestre (17e eeuw)

De gehele kerk was ongeveer 64 m lang.
- De 'rotonde' (a op de plattegrond hiernaast) vormde in de 12e eeuw de gehele kerk met een kleine apsis in het oosten. Zij werd gebouwd naar het voorbeeld van de kerk van het Heilig Graf te Jeruzalem. Op het einde van de 13e eeuw, toen het koor en het portaal werden gebouwd, was de doorsnede van de rotonde: 19,5 m (samengesteld uit het middenschip: 7,80 m en elke zijbeuk: 5,85 meter). Het gewelf rust op twee muraalbogen en de ogieven die de gewelven afbakenen, ontspringen op zes grote alleenstaande zuilen met vijf arcaden ertussen en vormden zo een "paraplugewelf". Boven elke arcade, in de lunet van het gewelf, bevinden zich smalle, min of meer ronde en sterk verspringende ramen. Op de buitenste ring bevinden zich twaalf halfzuilen. De opstelling is vergelijkbaar met de Temple Church in Londen.
- Het schip en het koor (c en c") bevatten vier vierkante traveeën, met hoge raampartijen. Na de derde travee was er een houten doksaal, als afscheiding met het priesterkoor. Het schip was 29,23 m lang en 7,80 m breed, en werd vermoedelijk in de 13e eeuw aan de rotonde en de klokkentoren toegevoegd.
- De apsis (e) is niet later dan 1664 bijgebouwd (ze wordt genoemd in een verslag uit dat jaar), ze is ovaal van vorm en rust op zeven zuilen. Het is vermoedelijk niet de allereerste constructie.
- Het portaal (d) bestond uit twee traveeën en had twee verdiepingen; de tweede verdieping kwam zo hoog als de koepel van de rotonde. Een vergelijkbaar voorbeeld uit deze tijdsperiode (rond 1250) is het portaal van de Sainte-Chapelle op het Île de la Cité. Vermoedelijk werd het portaal toegevoegd in de late 13e eeuw.
- De daken waren bedekt met dakpannen en omgeven door een dakgoot.

De klokkentoren (b) stond bij zijn ontstaan in de eerst geïsoleerd van de rotonde (zoals dat toen de gewoonte was), maar bij de bouw van het schip werd ze opgenomen in het geheel; nadien werd ze helemaal ingesloten door bijgebouwen. Dit maakt van de klokkentoren een van de oudste gebouwen in de enclos die tot aan de Franse Revolutie vrijwel intact is gebleven. Ze werd - samen met de Rotonde gebouwd. Op de 17e-eeuwse gravure van Jean Marot is duidelijk te zien dat hij vierkant was en twee verdiepingen telde,waarvan de eerste verdieping wat kleiner was. De spitse toren was bedekt met leisteen. Een externe stenen trap om tot bij de klokken te komen is van latere datum. Er 6 klokken, waarvan de grootste een gift was uit 1480 van de latere grootmeester van de orde van Sint-Jan, Emery d'Amboise. De andere klokken werden later ten geschenke gegeven door o.a. Filips van Vandôme. De benaming Tour de l'horloge werd ook gebruikt, omdat er tot aan de Franse Revolutie een klok hing op de muur van de eerste verdieping.

### Latere toevoegingen
De kapellen (op die van het heilige graf na) zijn in de 16e eeuw bijgebouwd rond de oude kerk.
- De Kapel van het heilige graf was klein en bevond zich onder de klokkentoren op het gelijkvloers (het was geen lagergelegen crypte) en is vermoedelijk ouder dan de overige kapellen; de Tempeliers hadden nl. de gewoonte om zodra ze aanvingen met een kerk te bouwen er een kapel of een altaar te voorzien, die hen herinnerde aan het graf van Christus in Jerusalem. De werkelijke bouwdatum is echter niet meer te achterhalen. De eerste vermelding die is overgeleverd dateert van 1493. In een beschrijving uit 1665 wordt ze "obscuur" genoemd met een "klein getralied venster".
- De Kapel van Onze-Lieve-Vrouw van Loreto (h) bevond zich naast de kapel van het heilige graf. De bouwwerken startten in 1529, en de kapel werd ingewijd op 13 april 1532. Naar aanleiding van de volledige restauratie (met een vergroting) in 1635 werden er enkele ornamenten toegevoegd. Voorheen vormden buitenmuur van de Kapel van de heilige naam van Jesus en de Loreto-kapel één rechte lijn ; zo kan men afleiden welke vergroting er werd toegevoegd in 1635; de afmetingen uit 1635 bedroegen 12,67 m x 6,50 m. Rondom de ganse kapel was er een houten lambrisering van 3 m hoogte
- De Kapel van de heilige naam van Jezus (f) werd in dezelfde tijdsperiode gebouwd als de Kapel van Onze-Lieve-Vrouw van Loreto. Philippe Villiers l'Isle-Adam was de stichter van deze kapel. In de kapel bevond zich een mausoleum waarin zijn hart lag. De afmetingen bedroegen 9,75 x 13,22 m. Ook hier was er rondom de kapel een lambrisering van 1,5 m hoogte. In de apsis waren er drie vensters, terwijl er aan de buitenzijde twee vensters in flamboyante gotiek waren aangebracht.
- De Kapel van de heilige Pantaléon (g) bevond zich tegenover de Loreto-kapel en was gesticht door Pierre de Cluys, grootmeester van de Orde van Sint-Jan van Frankrijk van 1523 tot 1537.
- De Kapel de heilige Johannes de Doper (i) bevond zich aan het einde van de apsis (17e eeuw), achter het gedeelte waar de religieuzen stonden; de oppervlakte bedroeg 1,95 m² en er waren twee smalle hoge ramen in verwerkt. De kapel dateert van niet veel vroeger dan 1664 en werd gebouwd toen Henri de Rosnel grootmeester van de Temple in Parijs was (en later grootmeester van de commanderie van Etampes).[7]
- De Sacristie (j) bevond zich tegenover de kapel van heilige naam van Jezus. Het was een quasi vierkante ruimte, waarvan de zijden 4,87 m maten, met een opening naar het koor, en ervan gescheiden door een houten afscherming, van waaruit een kleine trap leidde naar 'le Trésor', waar de relieken en liturgische voorwerpen van de kerk bewaard werden.
- Grafzerken van parochianen bedekten de ganse vloer van de rotonde en van het schip; de religieuzen werden begraven in de zijdelingse kapellen en vooraan in het koor (het was een regel binnen de orde dat de seculieren en de religieuzen niet door elkaar mochten begraven worden. Alle tempelridders die in Parijs stierven moesten in de Tempelkerk begraven worden).
- Meubilair en decoratie: tot in de 18e eeuw heeft men een sobere decoratie kunnen aanhouden voor de 'oude kerk', in tegenstelling tot de rijkelijk versierde zijkapellen. Achter het gestoelte werden op sommige dagen tapijten opgehangen. Tijdens de laatste restauratie van 1780 verloor de oude kerk zijn origineel uitzicht: de muren van het koor werden met lambrisering bedekt, een grote luchter werd opgehangen aan de ingang en de vloer werd belegd met vierkante stenen. Achter het hoofdaltaar stond een marmeren standbeeld van Maria en enkele schilderijen van het beleg van Malta. Er waren ook een groot aantal bustes van grootmeesters geplaatst tegen de muren. Aan de ingang stond er een groot standbeeld van de heilige Christoffel, zoals het de gewoonte was in alle middeleeuwse kerken in Frankrijk. In de 'Tresor' (aan de sacristie) bevonden zich een aantal religieuze objecten, waarvan enkele beschrijvingen bestaan.

### Het klooster
- Het Convent en het klooster
- Het paleis van de prior
- De tuinen en de fonteinen
- de ommuring

## De Temple in de kunsten

### Schilderkunst
- John Claude Nattes (1765-1839, VK), Le Donjon et la Rotonde du Temple, 1808 (Litho)